# ヤマハ・シグナスX (日本仕様)
シグナスX（CYGNUSX）とは、ヤマハ発動機の関連企業である台湾山葉機車が製造し、子会社のヤマハ発動機販売が輸入して日本国内市場向けに2003年から販売している125ccスクータータイプのオートバイ（小型普通自動二輪車）である。グローバルモデルに据えられており、各国向けの法規に合わせた仕様にして販売されている。

## モデル一覧

### SE12J型
- SE12J型シグナスXは、2003年3月に発売開始。フルモデルチェンジにあたり、車体デザインとエンジンを全面刷新した。前後輪12インチホイール・55W/60Wハロゲンヘッドライト・吸排気4弁メッキシリンダーエンジン・大容量メットインスペースなどを採用し、装備面をかなり充実させている。
- 2004年にバリエーションモデルとして、車体カラーとサスペンションを変更したSRモデルが発売されると共に、教習仕様もシルバー単色で発売された。2005年には、通称「USインターカラー」の会社創立50周年記念限定車が発売された。

#### シグナスX
- 5UA1　2003年モデル　ｼﾙﾊﾞ- 1 , ﾌﾞﾗﾂｸ2 , ﾎﾜｲﾄﾒﾀﾘﾂｸ1 . ﾄﾞﾗ-ﾄﾞ
- 5UA4　2004年モデル　ｼﾙﾊﾞ- 1
- 5UA5　2005年モデル　ﾎﾜｲﾄﾒﾀﾘﾂｸ1 , ﾐﾂﾄﾞﾅｲﾄ ｼﾙﾊﾞ-
- 5UA8　2006年モデル　ﾐﾂﾄﾞﾅｲﾄｼﾙﾊﾞ- . ﾎﾜｲﾄﾒﾀﾘﾂｸ1 , ﾃﾞｲ-ﾌﾟﾊﾟ-ﾌﾟﾘﾂｼﾕﾌﾞﾙ-ﾒﾀﾘﾂｸC
- 5UAA　2007年モデル　ﾐﾂﾄﾞﾅｲﾄｼﾙﾊﾞ- , ﾎﾜｲﾄﾒﾀﾘﾂｸ1 , ﾃﾞｲ-ﾌﾟﾊﾟ-ﾌﾟﾘﾂｼﾕﾌﾞﾙ-ﾒﾀﾘﾂｸC

#### シグナスX（教習）
- 5UA3　2004年モデル　ｼﾙﾊﾞ- 1

#### シグナスX-SR
- 5UA2  2004年モデル  ﾌﾞﾗﾂｸﾒﾀﾘﾂｸX , ﾋﾞﾋﾞﾂﾄﾞﾚﾂﾄﾞﾒﾀﾘﾂｸ5
- 5UA6  2005年モデル  ﾌﾞﾗﾂｸﾒﾀﾘﾂｸX , ﾋﾞﾋﾞﾂﾄﾞﾚﾂﾄﾞﾒﾀﾘﾂｸ5
- 5UA9  2006年モデル  ﾌﾞﾗﾂｸﾒﾀﾘﾂｸX , ﾋﾞﾋﾞﾂﾄﾞﾚﾂﾄﾞﾒﾀﾘﾂｸ5
- 5UAB  2007年モデル  ﾌﾞﾗﾂｸﾒﾀﾘﾂｸX , ﾋﾞﾋﾞﾂﾄﾞﾚﾂﾄﾞﾒﾀﾘﾂｸ5

#### シグナスX-SR（50周年記念）
- 5UA7　2005年モデル　ﾋﾞﾋﾞﾂﾄﾞｲｴﾛ-ｿﾘﾂﾄﾞ2